# Dongola
Dongola (arabsko دنقلا, latinizirano: Dunqulā), znana tudi kot Urdu ali Nova Dongola, je prestolnica Severne države Sudana. Dongole se ne sme zamenjati s Staro Dongolo, zdaj zapuščenim srednjeveškim mestom 80 km gorvodno na nasprotnem bregu Nila.

## Ime
Beseda Dongola izvira iz nubijske besede doñqal, ki pomeni rdeča opeka, saj je bila večina zgradb v mestu zgrajena iz opeke. Po sodobnejši razlagi naj bi beseda pomenila močno utrjen branik.  

## Zgodovina
V srednjem veku je bila regija del krščanskega kraljestva Makurija, ki je imelo do sredine 14. stoletja glavno mesto v Stari Dongoli južno od Dongole. Kasneje je Stara Dongola postala prestolnica manjšega kraljestva, ki je bilo v 16. stoletju vključeno v islamski Senarski sultanat, ki je regiji vladal do konca 18. stoletja. Do leta 1820 je bilo mesto praktično zapuščeno.
Leta 1812 so v regijo Dongola prišli Mameluki, ki jih je iz Egipta  izgnal Mohamed Ali Paša, in ustanovili majhno državo. Za glavno mesto so si izbrali mestece Maraga. Ko se je mestece močno razširilo, je postalo znano kot Dongola urdu ali Nova Dongola. Leta 1820 je Mohamed Ali Paša vdrl v Sudan in Mameluki, ki so šteli le 300 mož, so zapustili mesto in pobegnili na jug. Egipčani so Dongolo izbrali za glavno mesto province in taka je ostala do izbruha mahdističnega upora v 1880. letih. 
Skozi Dongolo je šla v letih 1884–1885 tako imenovana nilska ekspedicija za reševanje generala Gordona v Kartumu. Gordon je bil poslan v Kartum, da bi omogočil umik Egipčanov, potem ko so se Britanci po Mahdijevem uporu odločili, da bodo zapustili Sudan. Reševalna vojska, večinoma Kanadčani brez uniform, so prodirali po Nilu na čolnih, kar je spodbudilo kasnejše angleško tekmovanje s čolni, imenovano Dongolska regata.   
Dongola je bila leta 1896 prizorišče zmage generala Herberta Kitchenerja nad avtohtonimi mahdističnimi muslimanskimi plemeni. Mesto so kasneje spremenili v bazo britansko-egiptovske vojske za zbiranje in hranjenje orožja, opreme in drugih potrebščin in središče za pošiljanje sporočil. Kitchenerjeve sile, znane po okrutnosti, so v bitki pri Omdurmanu leta 1898 ubile več kot 15.000 mahdistov, kasneje pa še ranjence, s čimer se je skupno število žrtev povzpelo na več kot 50.000.
Po teh neslavnih dogodkih so bile imenovane Dongolska cesta in Dongolska avenija v Bristolu ter Dongolska cesta v Tottenhamu v severnem Londonu, ki poteka vzporedno s Kitchenerjevo cesto. Dongolske ceste ali ulice obstajajo tudi na Jerseyju na Kanalskih otokih,  Plaistowu v vzhodnem Londonu, Ayru na Škotskem in  Illinoisu, Shakopeeju v Minnesoti in v Conwayu v Južni Karolini v Združenih državah Amerike.

## Prebivalstvo
Dongolci so potomci zgodnjih avtohtonih nubijskih prebivalcev podsaharske Afrike in so ponosni na svoje večinoma nemešano poreklo. Četudi so se za to vedno soočali s kritikami, jim je to pomagalo ohraniti svoj nubijski jezik, včasih zaničevalno imenovanim 'rotana'. 

## Transport
Skozi Dongolo poteka transafriška avtocesta Kairo–Cape Town. 

## Podnebje
Dongola ima vroče puščavsko podnebje (Köppnova podnebna klasifikacija BWh), saj se nahaja v Sahari, eni najbolj vročih, sončnih in najbolj suhih regij na svetu. Temperature so celo leto visoke. V januarju, najhladnejšem mesecu leta, je povprečna temperatura 17,6 °C in povprečna najnižja temperatura 8,5 °C. Najbolj vroč je junij z  najvišjo povprečno temperaturo 43,4 °C. 22. junija 2010 so v Dongoli izmerili 49,7 °C, največ v celem Sudanu. Najnižja zabeležena temperatura je bila –2,7 °C v mesecu januarju. 
Dongola prejme le 12,3 milimetrov  padavin letno.  Najbolj deževen mesec je september s povprečno 7,7 milimetrov dežja. Padavine so občasne, vendar se pogostejše poleti. Šest mesecev sploh ni padavin. Vlažnost je vse leto nizka, pozimi nekoliko  višja. Dongola ima 3813,8 sončnih ur letno, kar pomeni 87% možnih. Največ sonca je v juniju in najmanj v septembru.